# Малорита (річка)
Малорита — річка в Малоритському районі Берестейської області Білорусі, ліва притока річки Рита (басейн Вісли).
Довжина 30,5 км. Площа водозбору 602 км. Середньорічна витрата води в гирлі становить 2,5 м³/с. Середній похил поверхні води 0,2 ‰.
Починається за 2 км на північ від агромістечка Горіхове від автодороги Горіхове — Олтуш і є продовженням русла Середнього Рову (раніше витікав із Горіхівського озера, але в результаті меліоративних робіт витік річки був засипаний). Гирло розташоване за 2 км на північний схід від села Замшани. Протікає Берестейським Поліссям.
Долина річки невиразна. Схили долини пологі, порізані мережею меліоративних каналів, під лісом і розорані. Заплава двостороння, низька, дренована, завширшки 1-1,5 км. Русло на всьому протязі каналізоване, ширина 6-8 м. Береги вирівняні, заввишки до 2 м. Річка отримує стік із дренажних каналів.
На річці розташоване місто Малорита.